# Cantonul Saignes
Cantonul Saignes este un canton din arondismentul Mauriac, departamentul Cantal, regiunea Auvergne, Franța.

## Comune
| Comune       | Populație (1999) | Cod poștal | Cod INSEE |
| ------------ | ---------------- | ---------- | --------- |
| Antignac     | 292              | 15240      | 15008     |
| Bassignac    | 230              | 15240      | 15019     |
| Champagnac   | 1 169            | 15350      | 15037     |
| Madic        | 248              | 15210      | 15111     |
| La Monselie  | 114              | 15240      | 15128     |
| Le Monteil   | 274              | 15240      | 15131     |
| Saignes      | 1 006            | 15240      | 15169     |
| Saint-Pierre | 150              | 15350      | 15206     |
| Sauvat       | 190              | 15240      | 15223     |
| Vebret       | 503              | 15240      | 15250     |
| Veyrières    | 116              | 15350      | 15254     |
| Ydes         | 1 931            | 15210      | 15265     |